# Matt Ox
Меттью Ґрау, більш відомий як Matt Ox — американський репер з Філадельфії, штат Пенсільванія. Найбільш відомий своїм синглом Overwhelming а також участю на треці $$$ з альбому XXXTentacion ?.

## Біографія
Меттью Ґрау народився 13 грудня 2004 року в місті Філадельфія, штат Пенсільванія. Почав займатися хіп-хопом у віці 11 років. Після початку своєї музичної кар'єри перейшов на домашнє навчання.

## Кар'єра
У 12 років випустив кліп на сингл Overwhelming. Випускав музику на Warner до підписання контракту з Motown у 2018 році. У березні 2018 співпрацював з XXXTentacion над піснею $$$, яка увійшла до його другого студійного альбому. 30 жовтня 2018 року Matt Ox випустив дебютний студійний альбом під назвою Ox. До нього увійшли 11 пісень, на альбомі відзначилися такі виконавці, як Chief Keef, Key! і Valee. Альбом був повністю спродюсований філадельфійським продюсерським колективом Working on Dying.
13 грудня 2020 випустив 10-трековий мініальбом під назвою Sweet 16. 12 лютого 2021 випустив другий мініальбом UNORTHODOX. Другий студійний альбом під назвою YEAR OF THE OX вийшов 31 січня 2022. У записі альбому взяли участь Lancey Foux та UnoTheActivist.

### Натхнення
Музика Matt Ox є сумішшю темної треп-музики, мелодійного репу, трепу і гороркору. Серед його улюблених виконавців - Soulja Boy і Lil B.

## Дискографія

### Студійні альбоми
- 2018 — OX
- 2022 — YEAR OF THE OX

### Мініальбоми
- 2020 — Sweet 16
- 2021 — UNORTHODOX